# Anker Eli Petersen
Anker Eli Petersen (Tvøroyri, 1959. június 7. –) feröeri grafikus, bélyegtervező és író.
A Postverk Føroya számos bélyege az ő munkája. A bélyegtervezés során a kollázs és a számítógépes grafika eszközeit is használja. Alakjai, motívumai gyakran történelmi gyökerűek. Az újabb skandináv mitológiai témájú bélyegeket ő tervezte. Művészi példaképei William Heinesen és Elinborg Lützen.
Petersen a feröeri posta webszerkesztőjeként is dolgozik, melynek keretében többnyelvű, Feröert bemutató oldalakat gondoz.
Íróként régi szövegeket fordít óészaki nyelvről, valamint gyermekdalokat és más szövegeket szerez feröeri zenészek számára. Ezen kívül számos könyvet illusztrált.

## Fordítás
- Ez a szócikk részben vagy egészben az Anker Eli Petersen című német Wikipédia-szócikk ezen változatának fordításán alapul.  Az eredeti cikk szerkesztőit annak laptörténete sorolja fel. Ez a jelzés csupán a megfogalmazás eredetét és a szerzői jogokat jelzi, nem szolgál a cikkben szereplő információk forrásmegjelöléseként.